# Montebello (Antioquia)
Montebello est une municipalité située dans le département d'Antioquia, en Colombie.